# Меден язовец
Меден язовец (Mellivora capensis), също медояд, е вид от семейство Порови. Меденият язовец е разпространен из почти цяла Африка, западните и южните части на Азия, т.е. Белуджистан (източен Иран), южен Ирак, Пакистан и Раджастан (западна Индия). Той е единственият вид в род Mellivora и подсемейство Mellivorinae. Според Световните рекорди на Гинес медният язовец е най-смелото животно на света. Долната му част, бузите и лицето му са обикновено черни или тъмнокафяви, докато скалпът, вратът и гърбът му са обикновено светлосиви или бели. Това оцветяване го прави лесно забележим на дневна светлина. Някои медни язовци, най-вече тези от гората Итури в Демократична република Конго, са изцяло черни. Достига дължина 66 – 75 cm, а опашката 20 – 30 cm. Тежи 13 – 19 kg.

## Подвидове
- Mellivora capensis capensis (Schreber, 1776)
- Mellivora capensis indica (Kerr, 1792)
- Mellivora capensis inaurita (Hodgson, 1838)
- Mellivora capensis buechneri (Baryshnikov, 2000) – нов подвид на медния язовец, открит в Туркменистан през 2000 г. Подобен е на подвидовете M. c. indica и M. c. inaurita, но има и разлики с тях, включително че е по-голям.[4]

## Физически характеристики
Медоядът има доста издължено тяло, но е изразено набит и широк по протежение на гърба. Кожата му е забележително гъвкава и му позволява да се преобръща свободно. Кожата около врата е с дебелина 6 мм адаптация в борбата с конкуренти. Главата е малка и плоска, с къса муцуна. Очите са малки, а ушите са малко по-големи от цепки, вероятно друга адаптация, за избягване на поражения при борба и схватки с леопарди и лъвове. 
Медоядът има къси и здрави крака, с пет пръста на всеки крак. Лапите са въоръжени с много силни нокти, които са по-къси при задните крака и забележително дълги на предните крайници. Той е стапалостъпващо животно, чиито ходила са дебело подплатени. Опашката е къса и е покрита с дълги косми, с изключение на под основата.
Възрастните са високи от 23 до 28 cm при раменете и 68 – 75 cm на дължина (без опашката), като женските са по-дребни спрямо мъжките. Мъжките тежат от 12 до 16 килограма, докато женските тежат 9,1 кг. Черепната дължина е 13,9 – 14,5 см при мъжете и 13 см при жените.
Има два чифта цицки.Медоядът притежава анална торбичка, което е необичайно сред животни от семейство порови. Миризмата на торбичката е задушлива и помага за успокояване на пчелите, при набези над техните кошери.
Черепът има малко сходство с тази на европейския язовец, и до голяма степен наподобява по-голяма версия на черепа на мраморен пор. Черепът е много солиден, като при възрастните няма и следа от независима структура на костите. Черепната кутия е по-широка от тази на кучета.
Зъбната формула е {\displaystyle {\tfrac {3.1.3.1}{3.1.3.1}}}. Зъбите често показват признаци на неправилно развитие, като някои зъби са изключително малки, под най-необичайни ъгли или отсъстват напълно. Кучешките зъби са изключително къси при месоядните. Езикът е остър и има сочещи назад папили, които го подпомагат при обработката на трудни храни.
Зиме козината е дълга (с дължина 40 – 50 mm в долната част на гърба), и се състои от редки, груби, четиноподобни косми, като липсва пухкав мъх под едрата козина. Космите са дори по-редки отстрани, по корема и слабините. Лятото козината е по-къса (с дължина само 15 mm на гърба) и дори по-рядка, оставяйки корема полугол. Муцуната, отстрани на главата и долната част на тялото са чисто черни на цвят. Голяма бяла ивица обхваща горната част на тялото, започваща от върха на главата и надолу до към основата на опашката. Медоядите от на подвида cottoni са уникални с това, че са напълно черни на цвят.

## Поведение
Макар да е най-вече самотник, медоядите могат да ловуват по двойки през размножителния сезон през месец май. Малко се знае за любовните им навици. Смята се, че периодът на бременността трае шест месеца, като обикновено в резултат се появяват по две малки, които се раждат слепи. Те комуникират чрез жално скимтене. Продължителността на живота в дивата природа не е известна, макар и в плен да живее приблизително 24 години.
Медоядите живеят в самостоятелно изкопани дупки. Те са вещи копачи, които могат да изкопаят тунел в твърда почва за 10 минути. Тези дупки обикновено имат само един вход и камера, която обикновено не е голяма, само 1 – 3 метра в дължина. Не си правят гнездо в камерата. Въпреки че, обикновено копаят дупки си, могат да се нанесат в изоставени бърлоги на тръбозъб и брадавичеста свиня или термитни могили.
Медоядите са интелигентни животни и са един от малкото видове, които са в състояние да използват инструменти. В документалния филм Land of the Tiger заснет през 1997 г. медояд в Индия е заснет да използва инструмент: животното привлачва трупи и застава върху тях, за да достигне новоизлюпено земеродно рибарче.
Медоядите са пословично безстрашни и упорити животни, за които е известно, че атакуват зверски в пъти по-големи врагове, когато бягството е невъзможно. Те са неуморни в битка и могат да разкъсат много по-големи животни във физически сблъсъци. Нежеланието на повечето хищници към лов на медояди е довело до теорията, че козината на малките гепарди е еволюирала да имитира оцветяването на медояда, с цел да се предпазват от хищници.
Гласът на медояда е дрезгав. При чифтосване, мъжките издават силни звуци подобни на грухтене. Малките общуват с майките си чрез жалостно скимтене. Когато са нападнати от кучета, медоядите крещят като мечета.

## Хранителни навици
Медоядите имат най-разнообразната диета сред животните от семейство порови. В по-дивите райони, медоядите могат да ловуват по всяко време на деня, но стават нощни животни в места с големи човешки популации. Когато е на лов, медоядът потичва в тръс със същата скорост като млад мъж. Въпреки името си, медоядите са предимно месоядни животни, и приемат всякакъв вид животинска храна включително и мърша: дребни гризачи, скорпиони, птици, яйца, насекоми, гущери, змии, костенурки и жаби. Когато се налага ядат и плодове и зеленчуци, а също и корени и луковици.
Те могат да ловуват жаби и гризачи, като например джербили и земни катерици, като ги изкопаят от техните дупки. Медоядите са в състояние да се хранят с костенурки без затруднения, поради силните си челюсти. Те убиват и ядат змии, дори и силно отровни и големи като кобри. Известни са случаи да изравят човешки трупове в Индия. Поглъщат всички части на плячката си, включително кожа, коса, пера, плът и кости, държейки храната си с лапи. При търсене на растителна храна, вдигат камъни или разкъсват кора от дърветата.